# Cimitirul Eroilor din Câmpia Turzii
Cimitirul Eroilor din Câmpia Turzii (în memoria celor căzuți în cele două războaie mondiale) este amenajat în interiorul unui cimitir creștin situat între străzile Eroilor, Gh.Barițiu, Griviței și Ardealului.

## Galerie de imagini

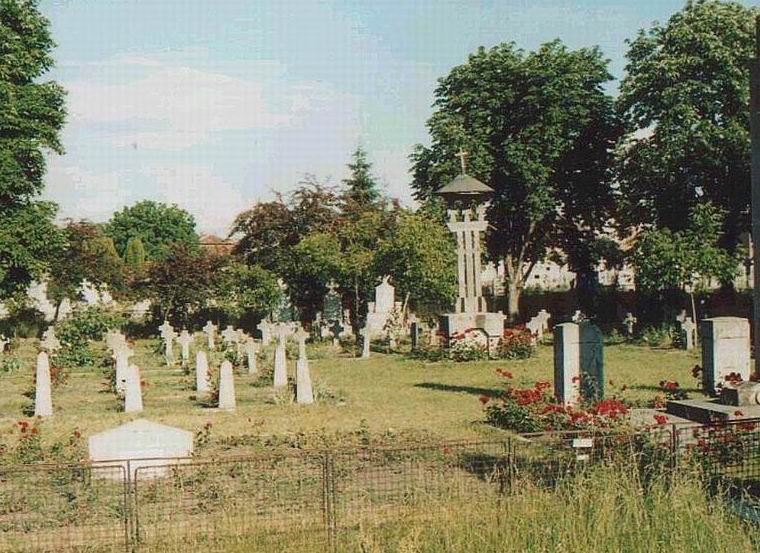
Cimitirul Eroilor